# Claudiu Bumba
Claudiu Bumba (n. 5 ianuarie 1994, Baia Mare, România) este un fotbalist român care evoluează la clubul din Nemzeti Bajnokság II, Kisvárda FC[*].

## Cariera de jucător
Claudiu Bumba a fost descoperit de Paul Mihai de la CS Atletic Satu Mare, club la care jucătorul a avut prima legitimare și unde a rămas până în 2009. Atunci, Florin Fabian, pe atunci antrenor la FCM Baia Mare, l-a adus la echipă și i-a oferit șansa să debuteze în al doilea eșalon al fotbalului românesc la vârsta de 15 ani.
„La vârsta de 7 ani am început fotbalul aici, în Baia Mare, dar nu de performanță. Când aveam 10 ani, am dat probe în Satu Mare și antrenorul de acolo, Paul Mihai, mi-a spus că ar fi bine să continui și așa am ajuns să joc fotbal. Îmi place foarte mult fotbalul, să dau goluri, să fiu cel mai bun de fiecare dată.”
În sezonul 2009-2010, a jucat pentru FCM Baia Mare 11 meciuri, dar nu a înscris niciun gol deaoare ce a fost mult timp implicat în programul naționalei României. Bumba a jucat doi ani în eșalonul secund, iar pe 22 iulie 2011, pe când avea doar 17 ani și jumătate, Bumba a semnat cu echipa FCM Târgu Mureș din Liga I.
El a fost împrumutat un sezon la AS Roma, unde nu a prins echipa mare jucând doar la echipa primavera. El s-a întors în iulie 2013 în România la Târgu Mureș. Pe 11 ianuarie 2015, Bumba a semnat un contract pe trei ani și jumătate cu Astra Giurgiu. Dupa mai puține de o lună, Bumba s-a întors la ASA Târgu Mureș din cauza rezilierii contractului. Aici a obținut locul secund, ratând câștigarea campionatului în ultima etapă.
Pe 19 iunie 2015, Bumba a semnat un contract pe patru ani cu clubul israelian Hapoel Tel Aviv.

## Cariera internațională
Bumba a debutat la echipa națională U-17 în 21 septembrie 2010 într-un meci împotriva Kazahstanului. A purtat numărul 10, a marcat trei goluri în 11 meciuri. După doar un an, a trecut la echipa națională U-19, pentru care nu a evoluat decât în șase meciuri.
El a debutat în luna ianuarie a anului 2012 pentru „naționala mare”, într-un meci contra naționalei Turkmenistanului, intrând din postura de rezervă. El a impresionat prin condiția sa fizică foarte bună la o vârstă tânără.

## Statistici
(La data de 20 mai 2014.)
| Club            | Sezon         | Campionat | Campionat | Cupă    | Cupă   | Europa  | Europa | Total   | Total  |
| Club            | Sezon         | Meciuri   | Goluri    | Meciuri | Goluri | Meciuri | Goluri | Meciuri | Goluri |
| --------------- | ------------- | --------- | --------- | ------- | ------ | ------- | ------ | ------- | ------ |
| FCM Baia Mare   |               |           |           |         |        |         |        |         |        |
| 2009–10         | 12            | 0         | 0         | 0       | 0      | 0       | 12     | 0       |        |
| 2010–11         | 15            | 7         | 0         | 0       | 0      | 0       | 15     | 7       |        |
| Total           | Total         | 27        | 7         | 0       | 0      | 0       | 0      | 27      | 7      |
| ASA Târgu Mureș |               |           |           |         |        |         |        |         |        |
| 2011–12         | 28            | 3         | 1         | 0       | 0      | 0       | 29     | 3       |        |
| 2013–14         | 22            | 4         | 0         | 0       | 0      | 0       | 22     | 4       |        |
| Total           | Total         | 50        | 7         | 1       | 0      | 0       | 0      | 51      | 7      |
| Total carieră   | Total carieră | 77        | 14        | 1       | 0      | 0       | 0      | 78      | 14     |